# Leif Erik Sander
Leif Erik Sander (* 31. Mai 1977 in Oldenburg (Oldb)) ist ein deutscher Internist und Hochschullehrer.

## Werdegang
Nach dem Abitur 1996 an der Liebfrauenschule in Oldenburg belegte er von 1997 bis 1998 ein Philosophiestudium an der Universität Oslo. Von 1998 bis 2005 studierte er Humanmedizin an der Medizinischen Hochschule Hannover. Von 2006 bis 2008 war er Arzt an der RWTH Aachen. Von 2008 bis 2011 war er Wissenschaftler an der Icahn School of Medicine at Mount Sinai in New York City für Biomedizinische Forschung. Gefördert durch das Emmy-Noether-Programm der Deutschen Forschungsgemeinschaft baute er 2012 eine Forschungsgruppe an der Charité in Berlin auf. Die Ernennung zum Professor für Infektionsimmunologie und Impfstoffforschung am Lehrstuhl für Infektiologie erfolgte 2016.
Seit April 2022 leitet er gemeinsam mit Martin Witzenrath den Fächerverbund Infektiologie, Pneumologie und Intensivmedizin der Charité, gleichzeitig übernahm er die W3-Professur für Infektiologie der Charité sowie die Arbeitsgruppe für personalisierte Infektionsmedizin am Berlin Institute of Health in der Charité (BIH).

## Funktion und Position in der COVID-19-Pandemie
Sander ist Internist, Lungenfacharzt und Infektiologe und leitet an der Charité Berlin die Forschungsgruppe Infektionsimmunologie und Impfstoffforschung. Er betreut auch an COVID-19 erkrankte Patienten und beschäftigt sich mit der COVID-19-Impfung und etwaigen Nebenwirkungen.
Er hält es für möglich, dass freies Erbgut der Vektorviren die seltenen Impfkomplikationen (Thrombosen) beim AstraZeneca-Impfstoff in den USA und Europa ausgelöst haben könnte. „Zumal Krankheitsbilder, die durch DNA-Immunkomplexe hervorgerufen werden, im Allgemeinen häufiger junge Frauen betreffen als andere Bevölkerungsgruppen“, sagte Sander. Es könnte dazu passen, dass die ungewöhnlichen Blutgerinnsel bislang deutlich seltener bei Männern beobachtet wurden.
In Berlin hatten die COVID-19-Impfungen am 27. Dezember 2020 in Seniorenheimen begonnen, um Hochbetagte als besonders gefährdete Gruppe zuerst zu schützen. Auch Klinikärzte sowie Pflegepersonal waren unter den ersten, die Impfangebote erhielten. Inzwischen ist diese Priorisierung aufgehoben. Sander sagte im Juni 2021, dass es ohne Auffrischung im Winter zum Beispiel in Alten- und Pflegeheimen  zu erneuten Infektionen kommen könnte.
Als Experte für Impfungen war er während der Pandemie auch immer wieder in den Medien präsent, u. a. mehrfach im Morgenmagazin oder im heute-journal  sowie ausführlich in einer Ausgabe des NDR-Podcasts Coronavirus-Update. Seit 2021 gehört er außerdem dem Corona-Expertenrat der Bundesregierung an. Seit 2024 gehört er dem Nachfolgegremium, dem Expertenrat Gesundheit und Resilienz an.
Sander rät zu Auffrischungsimpfungen und hält Proteinimpfstoffe wie Novavax für eine gute Ergänzung zur mRNA-Methode.

## Privat
Sander ist verheiratet und wohnt in Berlin.

## Auszeichnungen
- 2012 Theodor-Frerichs-Preis der Deutschen Gesellschaft für Innere Medizin[16]